# Bir el-Ater
Bir el-Ater è un comune dell'Algeria, situato nella provincia di Tébessa.